# تجسس إسرائيل على اتصالات لبنان
تجسس إسرائيل على خطوط الهاتف في لبنان، هي قضية أثيرت في يوليو 2010، بدأت بالقبض على ثلاث عاملين في شركة ألفا اللبنانية للاشتباه بتعاملهما مع إسرائيل.

## إجرائات الحكومة اللبنانية
قامت الحكومة اللبنانية بحملة واسعة ضد شبكات تجسس إسرائيلية تم خلالها توقيف أكثر من 70 شخصا بينهم عناصر من الشرطة والجيش كانوا مزودين بأجهزة تكنولوجية متقدمة. وصدر حكمان بالإعدام في حق اثنين من المتهمين.

## ردود الفعل

### الحكومة اللبنانية
أكد وزير الإعلام اللبناني طارق متري بأن لبنان سيرفع إلى الأمم المتحدة تقريرا عن شبكات التجسس المفترضة التي تنشط على أراضيه لحساب إسرائيل.

### حزب الله
وفي خطاب ألقاه السيد حسن نصر الله في 23 يوليو 2010 بمناسبة يوم الجريح المقاوم، من جانبه طالب الأمين العام لحزب الله بتنفيذ أحكام الإعدام الصادرة على عملاء إسرائيل بأسرع وقت ممكن، وحذّر نصر الله من أنّ عدد العملاء والجواسيس تضاعف بشكل خطير في السنوات الماضية. ودعا نصر الله إلى النبش عمن وصفهم بجواسيس كبار، لكنه لم يذكر اسم أي منهم.
وتابع: «خلال السنوات الماضية تكاثر العملاء في لبنان بشكل كبير جداً، حيث تبين أن هناك عملاء من التسعينات»، وشدد نصر الله على أن هناك «بيئة حاضنة» واعتبرها أخطر العوامل التي ساعدت على تكاثر شبكات التجسس.
وفي موضوع الاتصالات والعملاء الذين تم اكتشافهم في شركة «ألفا»، قال نصر الله «هناك سيطرة إسرائيلية كاملة على كل شيء اسمه اتصالات في البلد، الخلوي والشبكات المدنية واللاسلكي والإنترنت»
ونبه اللبنانيين «الذي يتكلمون كثيراً على الهواتف أن البلد مكشوف والإسرائيلي يسمع وبناء على ما يسمع يحدد ويحصل على الكثير من المعلومات والمعطيات من خلال سيطرته على الاتصالات».

## تقريروزارة الاتصالات (لبنان)2010
في نوفمبر 2010، أعلن وزير الاتصالات اللبناني شربل نحاس إن قطاع الاتصالات في لبنان يواجه عدوانا من إسرائيل، التي اتهمها بالتجسس على بلده عبر اختراق شبكات الاتصالات الموجودة فيه، ودعا إلى مزيد من الجهد لضمان أمن هذه الشبكات ومنع اختراقها، وذلك على ضوء تقرير مفصل أنجزته وزارته في الموضوع. وأضاف الوزير أن فريقا تابعا لوزارته قام بأعمال ميدانية سمحت بجمع معلومات مفصلة عن الاختراقات الإسرائيلية لشبكات الاتصالات اللبنانية.
وقال نحاس إن الفريق المذكور استند إلى معلومات متواترة لدى الجهات المشغلة للشبكات اللبنانية، وأنه تم الاتصال بوزارتي الداخلية والدفاع اللبنانيتين وإحاطتهما بالموضوع وبنتائج التحقيق، مشيرا إلى أن الوزارة تحتفظ بمعلومات إضافية تفضل عدم طرحها للعلن.